# Morisca
La moresca (italiano), morisca (español) o moresque, mauresque (en francés), igualmente conocida como baile de los bufones, es un baile pantomimo del final de la Edad Medieval, al origen un baile de espada, donde las bailadores llevaban de las disfrazas Moras.

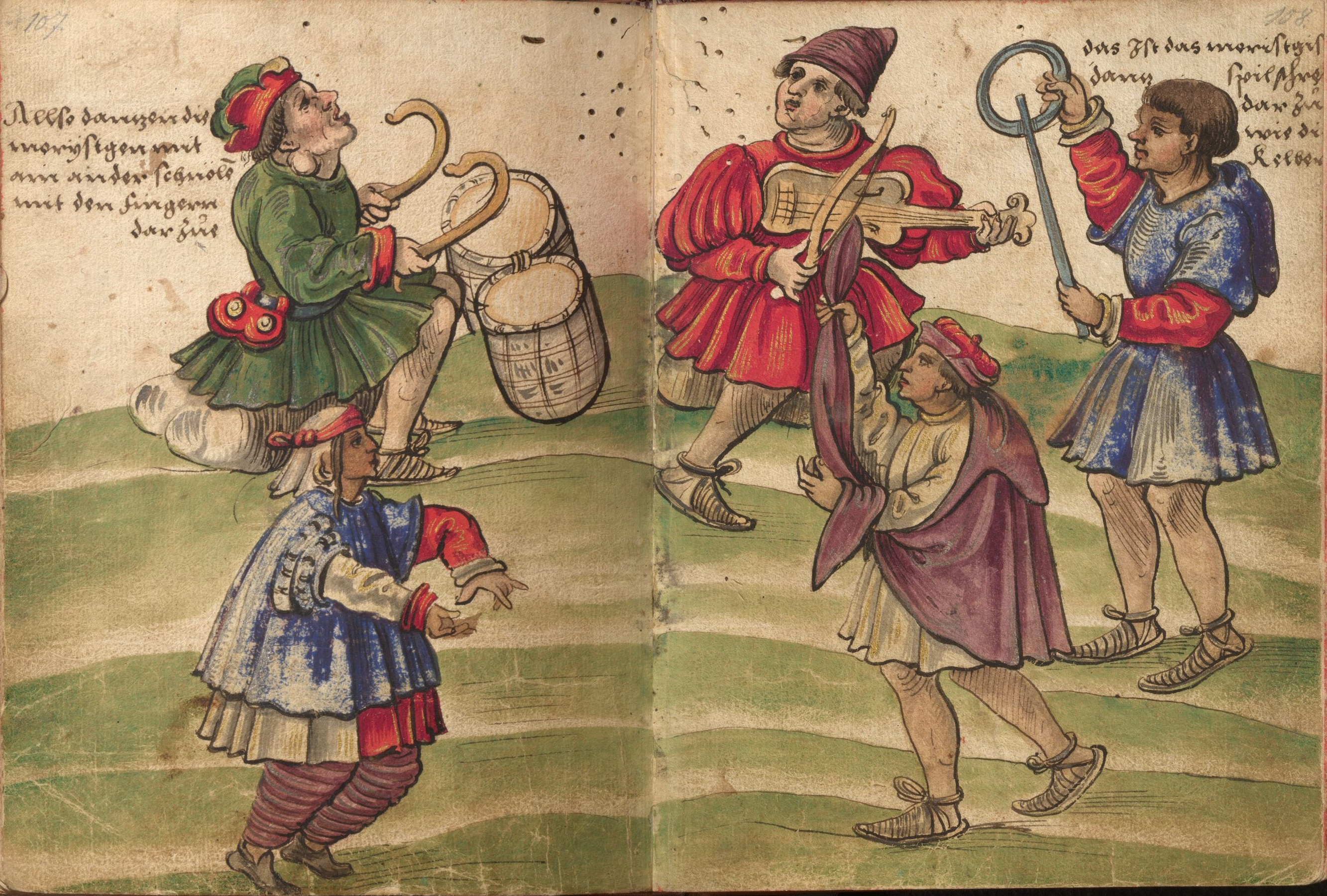
La Danza morisca por Christoph Weiditz en 1530-1540.

Es al siglo XV que la morisca es el baile el más mencionado en las fuentes, pero perdura hasta el siglo XVI.  A escasas ocasiones otros bailes (como la baja danza, el saltarello, o el piva) están mencionadas, la morisca es casi siempre descrita en su manifestación de origen, donde aparece bajo dos formas guerreras por lo general, acompasa luego binaria, luego ternaria: un baile en solo, y un  baile en pareja o grupo de bailadores, en lo cual éstos miman un combate de espada entre cristianos y musulmanes, acompasada de uno o varios tambores. Los bailadores en dos ordenadas oscurecen su cara y llevaban campanitas en las muñecas y a los tobillos para simular el ruido de las armas.
Una morisca termina la obra Orfeo de Monteverdi. Uno de los mejores ejemplos de la morisca puede ser visto en la obra Romeo y Julieta, (1968) de Franco Zeffirelli, que muestra una escena con personajes morescos y una representación del baile en la casa de los Capuletos.
La morisca es bailada todavía en España, en Córcega y en Guatemala. El nombre y ciertas características de la coreografía están ligadas a la morris dance Inglesa,.
El término de moresca es utilizado también para una forma, sin enllace, tipo de villanella  para el carnaval, una canción popular de Italia en los años 1550-1600 (moresche en italiano, es el plural de moresca). Recibe su nombre de los textos, que parodian el discurso de los Moros, definidos como los musulmanes en general, o más bien dicho los habitantes de la costa de las Barberias.
Giulio Cesare Barbetta (1540 - 1603) es el autor de una Moresca detta Bergamasca.